# 平臺獨占
平臺獨占（英語：console exclusivity）是指一套電玩遊戲僅限在某款電子遊樂器上推出的情況。平臺獨占目的是要讓企業在電玩市場上佔據優勢，也會被公司用來行銷。產業分析師通常會認為，在擁有獨占遊戲的數量，與硬體的銷售量之間，會有所關連。平臺獨占還包括多個平臺上推出的軟體中，其中每個不同的版本間都有著不同的獨特元素。

## 產業內平臺獨占的運用
微軟通常會在其獨占遊戲的盒子上貼上「Only on Xbox 360」之類的標籤。許多此類獨占遊戲會被用來在 E3 等大會中展示，以協助提升硬體的銷量，因為消費者會因各類平臺上所擁有的遊戲種類而左右其選擇。分析師曾表示，過去的銷售額已顯示，在硬體的銷售，以及專屬於其硬體的軟體推出之間，有所關連。亦有資料顯示，在假期時，消費者的花費通常會較高，擁有較多獨占遊戲的硬體通常會賣得比只有較少選擇的硬體來得好。軟體的銷售量與相關硬體的銷售之間亦顯示關連性，如在2009年底，Wii 在硬體與軟體的銷售上均名列前位。

## 平臺獨占對銷售額的影響
除了銷售數據支持硬體銷售與軟體產品間的關係外，CNET（擁有GameSpot與GameFAQs等公司）表示，「最大的決策在於，選擇電玩遊戲所要獨占的平臺。」在 E3 上，每家業者所提出的獨占遊戲亦反映了獨占遊戲，以及獨占硬體之行銷能力。
許多媒體報導會將獨占硬體與軟體作為消費者考慮的要點。他們還會注意開發商推出的獨占遊戲之相關性，因為當這些遊戲在多個平臺上推出時，可能會有更高的銷售額。微軟、Sony與任天堂等公司也會將獨占遊戲作為其行銷策略。微軟宣稱，最後一戰系列，尤其是最後一戰3，是該公司以 Xbox 與 Xbox 360 等遊戲機進入電玩市場時，採取策略中的重要「誘因」。Sony 與微軟之類的大公司為維持獨占而買下小型的開發商，則不太常見。
Wii 的支配地位亦吸引了媒體關注其獨占技術與銷售，勝過其硬體內的純粹技術。微軟甚至為了降低任天堂在運動控制技術上的支配地位，推出了 Kinect。同樣地，分析師表示，PlayStation 缺乏「殺手級獨占遊戲」，是該平臺在2007年銷售不良的原因之一。

## 其他方法
平臺獨占亦可能以在特定平臺上擁有獨特之功能來呈現。例如，魂之系列的每個版本在不同的平臺上都會有不同的獨創角色。